# Тромбончино, Бартоломео
Бартоломео Тромбончи́но (Tromboncino; ок. 1470, Верона — после 1534, Венеция) — итальянский композитор, прославившийся как один из наиболее известных (наряду с его современником, Маркетто Карой) сочинителей фроттолы.

## Биографический очерк
«Тромбончино» в имени композитора, скорее всего, не фамилия в позднейшем смысле, а (уходящее корнями в средневековую историю) прозвище, указывающее на ремесло Бартоломео, «Бартоломео Тромбонист».
Сын веронского духовика (исполнителя на piffero, местной разновидности шалмея), Тромбончино получил первоначальное музыкальное образование в среде музыкантов родного города. С конца 1480-х (точная дата неизвестна) до 1505 г. состоял на службе Франческо II Гонзаги, маркиза мантуанского, и его жены (с 1490) Изабеллы д’Эсте, при дворе которых он совмещал обязанности композитора, лютниста и преподавателя музыки. Полагают, что Тромбончино обладал взрывным темпераментом и был способен на непредсказуемые поступки. Дважды, в 1495 и 1501 гг., без разрешения начальства он внезапно покидал место работы (сбегал из Мантуи в Венецию), а в 1499 г. убил свою жену Антонию, уличив её в супружеской измене. Во всех случаях был прощён и продолжал выполнять свою работу при мантуанском дворе.
С молодости Тромбончино был хорошо известен виднейшим итальянским аристократам и католическим иерархам как композитор и исполнитель (певчий, лютнист и тромбонист). Например, сохранилось письмо Альфонсо д'Эсте (герцога феррарского) 1497 г. с просьбой прислать ему четыре поголосника (книги голосов) фроттол, в 1498 г. новый песенник заказал ему миланский архиепископ Ипполито д’Эсте. Тромбончино участвовал (как музыкант) в крупных мероприятиях (свадьбах, театрально-музыкальных постановках и т. п.), устраивавшихся знатью по всей Италии, сопровождал аристократов в поездках за рубеж.
С 1505 г. до 1508 г. (возможно, до 1510) состоял на службе Лукреции Борджиа в Ферраре, а с 1511 — на службе кардинала Ипполито д’Эсте (там же). В 1518 г. он переселился в Венецию, где основал музыкальную школу для обучения благородных девиц игре на лютне и пению. В Венеции он провёл последние годы жизни: согласно сохранившимся документам, в 1521 г. обратился с просьбой к венецианскому дожу предоставить ему патент композитора, в 1530 г. сочинял музыку для венецианского карнавала, а в 1535 г. в письме к теоретику Джованни дель Лаго писал о своем «неотвратимом возвращении» в Венецию. Дата и место смерти Бартоломео Тромбончино неизвестны.

## Творчество и рецепция
Хотя Тромбончино написал некоторое количество духовной музыки (мотеты, в том числе на тексты Плача пр. Иеремии, лауды, Benedictus), в историю музыки он вошёл, прежде всего, как автор незамысловатых светских песен в жанрах фроттолы (170 пьес) и барцеллетты (barzelletta, 87 пьес), а также нескольких песен на латинские и испанские тексты. Писал на стихи выдающихся поэтов прошлого: Овидия («Aspicias utinam»), Петрарки («Sì è debile il filo», «Vergine bella»), и др., а также на стихи современных поэтов — Якопо Саннадзаро, Галеотто дель Карретто (1455—1530), Микеланджело («Come harò, dunque, ardire»), Лудовико Ариосто («Queste non son più lagrime»); авторы большей части стихов, на которые писал Тромбончино, неизвестны.
Гармония Тромбончино (как и фроттолы в целом) в музыкальной науке представляется как предтеча «монодического» песенного стиля барокко, то есть, как важная фаза развития гармонической тональности, чему способствовали минимальное использование композитором приёмов имитационной полифонии и преимущественно силлабический распев стиха. Соответственно этому представлению, в современных «аутентичных» интерпретациях многоголосные песни Тромбончино исполняются, как правило, в аранжировке для голоса (верхнего в оригинальной партитуре) и инструмента/инструментов, наподобие раннебарочных гомофонных «арий» и канцон.